# Chyna Doll
Chyna Doll — другий студійний альбом американської реперки Фоксі Браун, що вийшов 26 січня 1999 року на лейблах Ill Na Na Entertainment, Violator Records і Def Jam Recordings. Після успіху її дебютного альбому Ill Na Na 1996 року Фоксі почала працювати над своїм другим альбомом. Цього разу вона наполягла на тому, щоб бути виконавчим продюсером, щоб мати творчий контроль над альбомом. Вона співпрацювала з багатьма продюсерами, такими як Kanye West, D-Dot, Irv Gotti, Lil Rob, Swizz Beatz, Tyrone Fyffe та іншими.
Після випуску Chyna Doll отримав змішані відгуки музичних критиків.
Альбом дебютував на першому місці в чарті Billboard 200, що зробило його першим альбомом жінки-репера, який дебютував під номером один у чарті, і другим альбомом жінки в хіп-хопі після The Miseducation of Lauryn Hill від Лорін Гілл. Альбом мав комерційний успіх. За перший тиждень було продано 173 000 примірників, а пізніше Асоціація звукозаписної індустрії Америки (RIAA) надала йому статус платинового.

## Про альбом
Chyna Doll є продовженням платинового дебютного альбому Фоксі Браун 1996 року Ill Na Na і був записаний у 1998 році. На альбомі присутні DMX, Mýa, Total, Jay-Z, Beanie Sigel, Memphis Bleek, Eightball & MJG, Juvenile, Too Short, Pretty Boy, Mia X, Tha Dogg Pound, Gangsta Boo та Noreaga. У ньому також є особлива поява Пем Ґрієр, актриси, яка зіграла оригінальну Фоксі Браун у блексплуатаційному фільмі 1974 року. Про цей альбом Браун сказала: «Я хотіла захопити всіх. Я хотіла зібрати всі натовпи. Я хотіла зібрати натовп із півдня, із західного узбережжя, із східного узбережжя, усіх найгарніших МС з усіх куточків світу – і ми просто зробили свою справу. Це був дурман, це було справді жарко. Я дуже пишаюся цим альбомом».
Спочатку альбом мав називатися Femme Fatale і спочатку мав вийти 17 листопада 1998 року, але Браун вирішила відкласти випуск альбому, щоб дати їй достатньо часу, щоб переконатися, що все відбувається так, як вона хотіла.

## Сингли
Для реклами альбому вийшли три сингли. Головним синглом альбому стала «Hot Spot». Він досяг 91 місця в Billboard Hot 100.
Третім і останнім синглом був «J.O.B.» за участю R&B співачки Mya. Пісня вийшла на вініловому синглі і також не потрапила в чарти. Альтернативна версія за участю британської жіночої групи Honeyz також вийшла, але лише у Франції.
У березні 1999 року було оголошено, що Фоксі Браун буде гастролювати з Р. Келлі в турі «Get Up on a Room» за участю Busta Rhymes, Nas, Дебори Кокс і Келлі Прайс. Після скасування кількох дат через повільний продаж квитків, смертельної різанини в Маямі та відмову Басти від туру, Фоксі залишила тур і продовжила свій власний північноамериканський тур Chyna Doll Tour, який почався в серпні 1999 року і зупинився в 22 містах Америки.

## Список композицій
| #     | Назва                                                              | Автор | Продюсер(и)                 | Тривалість |
| ----- | ------------------------------------------------------------------ | --- | --------------------------- | ---------- |
| 1.    | «The Birth of Foxy Brown»                                          | Inga Marchand Benjamin Bush Carl Clay Jawaan Peacock Roy Ayers Stephen Garrett Timothy Mosley                                                                            | Foxy Brown                  | 1:28       |
| 2.    | «Chyna Whyte»                                                      | Marchand Robert Kirkland | Robert «Shim» Kirkland      | 3:02       |
| 3.    | «My Life»                                                          | Marchand Deric Angelettie Kanye West John Phillips Michelle Phillips | D-Dot Kanye West            | 4:28       |
| 4.    | «Hot Spot»                                                         | Marchand Irving Lorenzo Robert Mays | Irv Gotti Lil Rob           | 3:50       |
| 5.    | «Dog & a Fox» (за участю DMX)                                      | Marchand Earl Simmons Kaseem Dean | Swizz Beatz                 | 2:57       |
| 6.    | «J.O.B.» (за участю Mýa)                                           | Marchand Shawn Carter Charly Charles Gwen Guthrie | Charly «Shuga Bear» Charles | 3:42       |
| 7.    | «Bomb Ass»                                                         | Marchand Calvin Broadus Delmar Arnaud Ricardo Brown | Foxy Brown                  | 0:59       |
| 8.    | «I Can't» (за участю Total)                                        | Marchand Carter Tyrone Fyffe George Michael | Tyrone Fyffe                | 4:48       |
| 9.    | «Bonnie & Clyde Part II» (за участю Jay Z)                         | Marchand Carter Fyffe Angela Winbush René Moore | Tyrone Fyffe                | 4:51       |
| 10.   | «4-5-6» (за участю Beanie Sigel та Memphis Bleek)                  | Marchand Dwight Grant Malik Cox Bernard Parker | Bernard «Big Demi» Parker   | 5:01       |
| 11.   | «Ride (Down South)» (за участю 8Ball & MJG, Juvenile та Too $hort) | Marchand Marlon Goodwin Premro Smith Terius Gray | Mo-Suave' House Productions | 5:41       |
| 12.   | «Can You Feel Me, Baby» (за участю Pretty Boy)                     | Marchand Gavin Marchand Todd Shaw Bernard Parker | Parker                      | 3:49       |
| 13.   | «Baller Bitch» (за участю Pretty Boy та Too $hort)                 | Marchand G. Marchand Shaw Anthony Moody | D-Moet                      | 3:49       |
| 14.   | «BWA» (за участю Mia X та Gangsta Boo)                             | Marchand Mia Young Lola Mitchell Irving Lorenzo Robert Mays Andre Young Colin Wolfe Dino Fekaris Nick Zesses Eric Wright Lorenzo Patterson Tracy Lynn Curry Tracy Nelson | Irv Gotti Lil Rob           | 3:26       |
| 15.   | «Tramp»                                                            | Marchand Fyffe Gabriel Roth Philippe Lehman Victor Axelrod | Tyrone Fyffe                | 3:28       |
| 16.   | «Baby Mother»                                                      | Marchand | Foxy Brown                  | 1:26       |
| 17.   | «It's Hard Being Wifee» (за участю Noreaga)                        | Marchand Victor Santiago Kirkland | Kirkland                    | 4:45       |
| 61:30 |                                                                    | |                             |            |

## Чарти
| Чарт (1999)                                  | Найвища позиція |
| -------------------------------------------- | --------------- |
| Канада Canadian Albums (Billboard)           | 6               |
| Нідерланди Dutch Albums (MegaCharts)         | 42              |
| European Albums (Music & Media)              | 26              |
| Франція French Albums (SNEP)                 | 35              |
| Німеччина German Albums (Media Control)      | 7               |
| Швейцарія Swiss Albums (Schweizer Hitparade) | 18              |
| Велика Британія UK Albums (OCC)              | 51              |
| Велика Британія UK R&B Albums (OCC)          | 5               |
| США Billboard 200                            | 1               |
| US Top R&B/Hip-Hop Albums (Billboard)        | 1               |

| Чарт (1999)                           | Позиція |
| ------------------------------------- | ------- |
| US Billboard 200                      | 119     |
| US Top R&B/Hip-Hop Albums (Billboard) | 36      |
| Canadian Top Albums/CDs (RPM)         | 97      |

## Сертифікації
| Регіон                                                                                          | Сертифікація | Продажі   |
| ----------------------------------------------------------------------------------------------- | ------------ | --------- |
| США (RIAA)                                                                                      | Платиновий   | 1,900,000 |
| *продажі, що базуються лише на сертифікаціях ^відвантаження, що базуються лише на сертифікаціях |              |           |